# Курекіу
Курекіу (рум. Curechiu) — село у повіті Хунедоара в Румунії. Входить до складу комуни Букурешч.
Село розташоване на відстані 306 км на північний захід від Бухареста, 24 км на північ від Деви, 89 км на південний захід від Клуж-Напоки, 139 км на схід від Тімішоари.

## Населення
За даними перепису населення 2002 року у селі проживали 432 особи, з них 429 осіб (99,3%) румунів. Усі жителі села рідною мовою назвали румунську.